# Пожар на военном складе в Абадане
Взрывы в Абадане — чрезвычайное происшествие в туркменском городе Абадан, расположенном в 25 км северо-западнее Ашхабада. В итоге все социальные объекты - школы, воинская часть, медицинские учреждения, кинотеатры - были стёрты с Земли. Город фактически перестал существовать. 
Пожар на складах войсковой части недалеко от города Абадан начался 7 июля 2011 года, по официальной версии от особо жаркой погоды. При взрывах снаряды разлетались в радиусе 30 и более км. Зарево от пожара наблюдалось даже в столице Туркменистана, городе Ашхабаде, расположенном в 18 километрах. Взрывы носили серийный характер и, по данным некоторых СМИ, продолжались и 8 июля.

## Официальная реакция властей Туркменистана
Первоначально власти и официальные СМИ не комментировали как-либо происходящее, но 8 июля МИД Туркменистана сделал официальное заявление, из которого следовало, что в Абадане вследствие чрезвычайно жаркой погоды произошёл взрыв складов с пиротехникой, однако «жертв и особых разрушений нет» и «населению оказывается необходимая медицинская помощь, а люди, проживающие в непосредственной близости от места происшествия, эвакуированы на безопасное расстояние».
При этом в Туркменистане был отключён Интернет, въезд в Абадан был перекрыт и город оцеплен (позже оцепление было снято).
На городском стадионе Абадана был создан эвакуационный пункт. Там жителям выдавалась питьевая вода, при необходимости оказывалась первая помощь.
В Туркменистане создана специальная комиссия для контроля за ситуацией.
Согласно заявлению председателя парламента Туркменистана, жителям города, чьи дома пострадали от взрывов, будет выплачена компенсация.

## Причины взрывов
По мнению большинства российских источников, а также источников из числа туркменских оппозиционных сил, истинными причинами ЧП стали взрывы на складах с боеприпасами, которые в массовом количестве были сосредоточены именно в районе Абадана.
В частности, высказывается предположение, что взрываться могли снаряды от установок системы «Град».
Косвенно это подтверждается и снимками со спутника, полученными через Интернет, из которых видно, что на пострадавшей территории действительно находятся объекты, напоминающие военные склады.

## Последствия
По данным оппозиции, в частности, правозащитной организации «Хроника Туркменистана», число погибших превышает 1300 человек.
В разных источниках называется различное количество человеческих жертв: от «тысяч погибших» до полного отрицания их наличия.
10 июля 2011 года власти Туркменистана официально признали гибель в результате ЧП 15 человек — из них 13 военнослужащих и 2 гражданских лиц.
Ничего доподлинно неизвестно о разрушениях в городе. При этом корреспондент Ассошиэйтед Пресс, побывавший в Абадане после ЧП, отмечает, что «несколько зданий в нём сильно повреждены, а улицы завалены обломками». Как рассказывают очевидцы, в городе сразу же пропала телефонная связь, прекратилась подача электричества, воды и газа. В домах Абадана выбиты стёкла, от некоторых зданий остались одни воронки, много погибших и раненых.